# FC–1
Az FC–1 Xialong (kínaiul:"枭龙" Tüzes Sárkány), Pakisztánban JF–17 Thunder (urduul:"جے ایف-١٧ گرج", azaz Mennydörgés), egy negyedik generációs, egy hajtóműves, könnyű többcélú vadászrepülőgép, melyet a 2000-es évekre fejlesztettek ki Kínában és Pakisztánban. Gyártása kínai-pakisztáni kooperációban történik, orosz gyártmányú hajtóművekkel, melyeknek átadását Pakisztán részére az Oroszországgal jó viszonyban lévő India igyekszik megakadályozni.